# Liste der denkmalgeschützten Objekte in Graz/Jakomini
Die Liste der denkmalgeschützten Objekte in Graz/Jakomini enthält die 55 denkmalgeschützten, unbeweglichen Objekte des VI. Grazer Stadtbezirks Jakomini.

## Denkmäler
| Foto  |                 | Denkmal                                                                                            | Standort                                                             | Beschreibung | Metadaten |
| ----- | --------------- | -------------------------------------------------------------------------------------------------- | -------------------------------------------------------------------- | --- | --- |
| ja    | Datei hochladen | Seifenfabrik HERIS-ID: 45860 Objekt-ID: 47331                                                      | Angergasse 41 Standort KG: Jakomini                                  | Der Komplex der Seifenfabrik wurde ab 1872 errichtet, der Kern der heutigen Anlage ist aber die 1917 erbaute Extraktionshalle, deren auffälligstes Detail das geschwungene Mansarddach ist. | BDA-Hist.: Q1360481 Status: Bescheid Stand der BDA-Liste: 2025-06-30 Name: Seifenfabrik GstNr.: 2152/1 Seifenfabrik Graz                                                                                   |
| ja    | Datei hochladen | Schornstein der Seifenfabrik HERIS-ID: 96864 Objekt-ID: 112518                                     | Angergasse 41 Standort KG: Jakomini                                  | Der rechteckige Schornstein der Seifenfabrik stammt vom ursprüngliches Bau des Jahres 1872. | BDA-Hist.: Q64486175 Status: Bescheid Stand der BDA-Liste: 2025-06-30 Name: Schornstein der Seifenfabrik GstNr.: 2152/1 Seifenfabrik Graz                                                                  |
| ja    | Datei hochladen | Verwaltungsgebäude der Seifenfabrik HERIS-ID: 96865 Objekt-ID: 112519                              | Angergasse 41 Standort KG: Jakomini                                  | Das Verwaltungsgebäude der Seifenfabrik ist ein nach 1872 errichteter Backsteinbau. | BDA-Hist.: Q64486177 Status: Bescheid Stand der BDA-Liste: 2025-06-30 Name: Verwaltungsgebäude der Seifenfabrik GstNr.: 2150 Seifenfabrik Graz                                                             |
| ja    | Datei hochladen | Bankgebäude, ehem. Postgarage und Postautowerkstätte HERIS-ID: 51365 Objekt-ID: 57006              | Brockmanngasse 84 Standort KG: Jakomini                              | Das Gebäude wurde 1931/1932 nach Plänen von Leopold Hoheisel erbaut. Anmerkung: Identadresse Jakob-Redtenbacher-Gasse 25 | BDA-Hist.: Q38044905 Status: Bescheid Stand der BDA-Liste: 2025-06-30 Name: Bankgebäude, ehem. Postgarage und Postautowerkstätte GstNr.: 494/2 Brockmanngasse 84, Graz                                     |
| ja    | Datei hochladen | Volksschule Brockmanngasse HERIS-ID: 103546 Objekt-ID: 120047                                      | Brockmanngasse 119 Standort KG: Jakomini                             | Die Schule wurde 1899/1900 von Richard Kloss (Grazer Stadtbauamt) erbaut. | BDA-Hist.: Q37798071 Status: § 2a Stand der BDA-Liste: 2025-06-30 Name: Volksschule Brockmanngasse GstNr.: 561 Volksschule Brockmanngasse                                                                  |
| ja    | Datei hochladen | Finanzlandesdirektion HERIS-ID: 51368 Objekt-ID: 57009                                             | Conrad-von-Hötzendorf-Straße 14 Standort KG: Jakomini                | Der monumentale viergeschoßige Baublock mit späthistoristisch-neobarocken Fassaden und ostseitiger Kolonnadenfront wurde von Emil Förster 1902 bis 1904 errichtet. | BDA-Hist.: Q38044918 Status: Bescheid Stand der BDA-Liste: 2025-06-30 Name: Finanzlandesdirektion GstNr.: 432/1, 432/2, 432/4 Finanzlandesdirektion für Steiermark                                         |
| ja    | Datei hochladen | Landesgericht für Strafsachen HERIS-ID: 51386 Objekt-ID: 57028                                     | Conrad-von-Hötzendorf-Straße 41, 43 Standort KG: Jakomini            | Der monumentale dreigeschoßige Baublock mit späthistoristisch-altdeutschen Fassaden wurde zwischen 1890 und 1895 errichtet. | BDA-Hist.: Q114065474 Status: Bescheid Stand der BDA-Liste: 2025-06-30 Name: Landesgericht für Strafsachen GstNr.: 1161 Landesgericht für Strafsachen Graz                                                 |
| ja    | Datei hochladen | Aufnahmsgebäude Ostbahnhof HERIS-ID: 45793 Objekt-ID: 47234                                        | Conrad-von-Hötzendorf-Straße 104-110, ger. Nr. Standort KG: Jakomini | Das Aufnahmsgebäude des 1873 in Betrieb genommenen Ostbahnhofs ist ein repräsentativer Rohziegelbau. | BDA-Hist.: Q106826215 Status: Bescheid Stand der BDA-Liste: 2025-06-30 Name: Aufnahmsgebäude Ostbahnhof GstNr.: 2014 Aufnahmsgebäude Graz Ostbahnhof                                                       |
| ja    | Datei hochladen | Bürgerhaus HERIS-ID: 51362 Objekt-ID: 57003                                                        | Dietrichsteinplatz 9, 9a Standort KG: Jakomini                       | Das Bürgerhaus mit Plattenstil-Fassade wurde Ende des 18. und Anfang des 19. Jahrhunderts erbaut. | BDA-Hist.: Q38044886 Status: § 2a Stand der BDA-Liste: 2025-06-30 Name: Bürgerhaus GstNr.: 1535/2 |
| ja    | Datei hochladen | Ehem. Tierspital und Hufbeschlagslehranstalt HERIS-ID: 37116 Objekt-ID: 36192                      | Friedrichgasse 7 Standort KG: Jakomini                               | Das Tierspital wurde 1834 gegründet und besteht aus mehreren Gebäuden dieser Zeit. Der rundbogige Torpfeiler Richtung Zimmerplatzgasse (Nr. 15) mit Sandsteinfiguren stammt aus dem Jahr 1838. | BDA-Hist.: Q37974119 Status: Bescheid Stand der BDA-Liste: 2025-06-30 Name: Ehem. Tierspital und Hufbeschlagslehranstalt GstNr.: 38/1, 38/3 Ehemaliges Tierspital Graz                                     |
| ja BW | Datei hochladen | Auschlößl/Marienschlössl HERIS-ID: 51369 Objekt-ID: 57011                                          | Friedrichgasse 36 Standort KG: Jakomini                              | Das Schlössl mit einem Mansardendach stammt aus dem 17. Jahrhundert. | BDA-Hist.: Q38044926 Status: § 2a Stand der BDA-Liste: 2025-06-30 Name: Auschlößl/Marienschlössl GstNr.: 59/11                                                                                             |
| ja    | Datei hochladen | MUWA (Museum der Wahrnehmungen), ehem. Volksbad HERIS-ID: 103564 Objekt-ID: 120069                 | Friedrichgasse 41 Standort KG: Jakomini                              | Das Volksbad wurde in Form eines Pavillons 1903–1905 erbaut. Es ist ein Zentralbau mit dominanten Kamin. Die Jugendstilfassade wurde später vereinfacht. Es beherbergt seit 1996 das Museum der Wahrnehmung in den Obergescheschoßen und im Tiefparterre weiterhin ein Brause- und Wannenbad. | BDA-Hist.: Q116215444 Status: § 2a Stand der BDA-Liste: 2025-06-30 Name: MUWA (Museum der Wahrnehmungen), ehem. Volksbad GstNr.: 82/1 Ehemaliges Städtisches Volksbad, Graz                                |
| ja    | Datei hochladen | Wohn- und Geschäftshaus HERIS-ID: 51344 Objekt-ID: 56982                                           | Grazbachgasse 44–50 Standort KG: Jakomini                            | Das Bürohaus der Bestattung Graz wurde 1926–1928 von Robert Haueisen erbaut. Die Fassade ist durch kannelierte Pfeiler gegliedert, die jeweils zwei Fensterachsen voneinander abschließen, das Sockelgeschoß ist durch Arkaden betont. In der Mitte der Fassade befindet sich ein flacher Giebel. | BDA-Hist.: Q38044846 Status: Bescheid Stand der BDA-Liste: 2025-06-30 Name: Wohn- und Geschäftshaus GstNr.: 183, 184, 187                                                                                  |
| ja    | Datei hochladen | Kommunaler Wohnbau HERIS-ID: 51349 Objekt-ID: 56987                                                | Grazbachgasse 66-72, ger. Nr. Standort KG: Jakomini                  | Die Wohnhausanlage wurde im Jahr 1925 errichtet. | BDA-Hist.: Q38044861 Status: § 2a Stand der BDA-Liste: 2025-06-30 Name: Kommunaler Wohnbau GstNr.: 100/2, 100/3, 100/4, 100/5                                                                              |
| ja    | Datei hochladen | Kommunaler Wohnbau HERIS-ID: 108562 Objekt-ID: 126044                                              | Grazbachgasse 74, 76 Standort KG: Jakomini                           | Die Wohnhausanlage wurde im Jahr 1930 erbaut. Anmerkung: Identadressen Pestalozzistraße 13, 15 | BDA-Hist.: Q37813121 Status: § 2a Stand der BDA-Liste: 2025-06-30 Name: Kommunaler Wohnbau GstNr.: 18/1, 18/2, 18/3 Wohnhausanlage Grazbachgasse 74-76                                                     |
| ja    | Datei hochladen | Nordportal der Grazer Messe HERIS-ID: 111274 Objekt-ID: 129067                                     | bei Jakominigürtel 20 Standort KG: Jakomini                          | | BDA-Hist.: Q37823018 Status: Bescheid Stand der BDA-Liste: 2025-06-30 Name: Nordportal der Grazer Messe GstNr.: 995/9 Messe Graz                                                                           |
| ja    | Datei hochladen | Bürgerhaus Zum Eisernen Mann samt Hauszeichen und Ausstattung HERIS-ID: 92712 Objekt-ID: 107664    | Jakominiplatz 15 Standort KG: Jakomini                               | Das Gebäude wurde Ende des 18. Jhs erbaut. Schopfwalmgiebel mit Fußdach; Fassade im Plattenstil, korbbogiges Steinportal mit blechbeschlagenen Torflügeln. An der Ecke zur Klosterwiesgasse befindet sich als Hauszeichen die aus dem 19. Jh stammende Statue eines auf einer Konsole stehenden Mannes in Rüstung. Im Treppenhaus und im ersten Stock Rosetten-Stuckplafonds. | BDA-Hist.: Q37760540 Status: Bescheid Stand der BDA-Liste: 2025-06-30 Name: Bürgerhaus Zum Eisernen Mann samt Hauszeichen und Ausstattung GstNr.: 262 Zum Eisernen Mann, Jakominiplatz 15, Graz            |
| ja    | Datei hochladen | Alter Posthof HERIS-ID: 37080 Objekt-ID: 36151                                                     | Jakominiplatz 16 Standort KG: Jakomini                               | Der Posthof (auch Neuhof) wurde 1786 von Benedikt Withalm für Kaspar Andreas von Jacomini erbaut. Es ist ein schlossartiger Bau mit fünfzehnachsiger Schauseite und Frontispiz oberhalb der drei Mittelachsen, die Fassade ist im frühklassizistischen Stil gehalten. Das Korbbogen-Steinportal stammt aus dem Jahr 182. zum Innenhof hin haben drei Seiten (zum Teil verglaste) Pfeilerarkaden, es befindet sich dort auch ein Brunnen mit Nymphenfigur von Joseph Klieber. | BDA-Hist.: Q436104 Status: Bescheid Stand der BDA-Liste: 2025-06-30 Name: Alter Posthof GstNr.: 211 Alte Post (Jakominiplatz)                                                                              |
| ja    | Datei hochladen | Seelöwenbrunnen HERIS-ID: 103644 Objekt-ID: 120161                                                 | gegenüber Josef-Pongratz-Platz 1 Standort KG: Jakomini               | Der Brunnen mit den Seelöwenfiguren wurde 1966 von Walter Pochlatko geschaffen. | BDA-Hist.: Q37798189 Status: § 2a Stand der BDA-Liste: 2025-06-30 Name: Seelöwenbrunnen GstNr.: 52 Seelöwenbrunnen (Graz)                                                                                  |
| ja    | Datei hochladen | Kirchnerkaserne, Objekt 1 HERIS-ID: 37081 Objekt-ID: 36152seit 2018                                | Kasernstraße 24 Standort KG: Jakomini                                | Laut Inschrift wurde das Gebäude 1782 unter Franz Anton Weigl als Kattunfabrik erbaut. 1828 kaufte das K.K. Reichs-Kriegs-Ministerium die Fabrik, die ab 1872 Schönaukaserne, seit 1967 Kirchnerkaserne genannt wurde. Das dreigeschoßige, monumentale Gebäude mit Satteldach und Schauseite mit josephinisch-klassizistischer Plattenstil-Fassade hat eine kolossale Lisenen- bzw. Pilastergliederung über genuteter, hoher Erdgeschoßzone. Dreiachsiger, differenziert gestalteter Mittelrisalit. Rückseitig schlichte Fassade mit tiefem Eingangsrisalit mit Dreieckgiebel. Dreiläufige, U-förmige Treppe mit Platzlgewölben zwischen Gurtbögen auf Pfeilervorlagen, bzw. Pfeilern. Eingangsbereich mit Platzlgewölben zwischen Gurtbögen. Weitgehend durchgängige Pfeilerhallen im Erdgeschoß mit Platzlgewölben zwischen Gurtbögen und Steinpfeilern (in der Cafeteria am Pfeiler Tafel mit der Inschrift „W. & C. / 1782.“). | BDA-Hist.: Q105643149 Status: Bescheid Stand der BDA-Liste: 2025-06-30 Name: Kirchnerkaserne, Objekt 1 GstNr.: 2174/24                                                                                     |
| ja    | Datei hochladen | Kriegerdenkmal HERIS-ID: 96857 Objekt-ID: 112504                                                   | bei Kasernstraße 24 Standort KG: Jakomini                            | | BDA-Hist.: Q37768966 Status: § 2a Stand der BDA-Liste: 2025-06-30 Name: Kriegerdenkmal GstNr.: 2174/25, 2174/22                                                                                            |
| ja    | Datei hochladen | Sog. Schloss Schönau HERIS-ID: 37098 Objekt-ID: 36169                                              | Kasernstraße 29 Standort KG: Jakomini                                | Das schlossartige Gebäude (auch Tupay-Schlössl genannt) ist im Stil des romantischen Historismus gehalten und wurde zwischen 1850 und 1860 erbaut. | BDA-Hist.: Q2460239 Status: Bescheid Stand der BDA-Liste: 2025-06-30 Name: Sog. Schloss Schönau GstNr.: 2188                                                                                               |
| ja    | Datei hochladen | Grenzstein HERIS-ID: 103814 Objekt-ID: 120349                                                      | bei Kasernstraße 70 Standort KG: Jakomini                            | Der Grenzstein, der auch an der heutigen Bezirksgrenze zu Liebenau liegt, trägt zwei Jahreszahlen: eine lautet 1673, eine ist schlecht leserlich und dürte ein Jahr aus den 1740ern meinen. | BDA-Hist.: Q37798423 Status: § 2a Stand der BDA-Liste: 2025-06-30 Name: Grenzstein GstNr.: 2179/2 |
| ja    | Datei hochladen | Sportanlage "Gruabn" HERIS-ID: 113996 Objekt-ID: 132394seit 2021                                   | bei Kastellfeldgasse 47 Standort KG: Jakomini                        | Der Sportplatz geht auf die frühen 1920er-Jahre zurück, die überdachten Sitzplatztribünen stammen in der heutigen Form aus dem Jahr 1934 und wurde 2023 saniert. Es war bis 1997 die Heimstätte des SK Sturm Graz. | BDA-Hist.: Q1549817 Status: Bescheid Stand der BDA-Liste: 2025-06-30 Name: Sportanlage "Gruabn" GstNr.: 995/4, 2604/2, 2616, 2703 Gruabn                                                                   |
| ja BW | Datei hochladen | Ehem. „Gmeindl-Kantine“ HERIS-ID: 113997seit 2021                                                  | bei Kastellfeldgasse 47 Standort KG: Jakomini                        | Die hölzerne ehemalige Kantine gehört zur Anlage des Sportplatzes Gruabn. | BDA-Hist.: Q107643591 Status: Bescheid Stand der BDA-Liste: 2025-06-30 Name: Ehem. "Gmeindl-Kantine" GstNr.: 2616                                                                                          |
| ja    | Datei hochladen | Miethaus HERIS-ID: 93002 Objekt-ID: 107992                                                         | Klosterwiesgasse 35 Standort KG: Jakomini                            | Das Miethaus mit repräsentativer Neorenaissance-Fassade wurde im Jahr 1874 erbaut. | BDA-Hist.: Q37761057 Status: § 2a Stand der BDA-Liste: 2025-06-30 Name: Miethaus GstNr.: 1454/1 |
| ja    | Datei hochladen | Ehem. Siemens Bürohaus HERIS-ID: 58518 Objekt-ID: 69228seit 2014                                   | Keesgasse 4 Standort KG: Jakomini                                    | Das Bürohaus mit durchlaufender Pfeilerstruktur stammt aus dem Jahr 1938 von Hans Hoppenberger. | BDA-Hist.: Q38083806 Status: Bescheid Stand der BDA-Liste: 2025-06-30 Name: Ehem. Siemens Bürohaus GstNr.: 117/2                                                                                           |
| ja    | Datei hochladen | Universität/Hochschule, TU Graz/Neue Technik HERIS-ID: 105730 Objekt-ID: 122759seit 2012           | Kopernikusgasse 24, 26 Standort KG: Jakomini                         | Der Gebäudekomplex der Technischen Universität mit neoklassizistischen Fassaden wurde von 1921 bis 1928 errichtet. Anmerkung: Identadressen Brockmanngasse 17, 19, Stremayrgasse 11 | BDA-Hist.: Q37806064 Status: Bescheid Stand der BDA-Liste: 2025-06-30 Name: Universität/Hochschule, TU Graz/Neue Technik GstNr.: 1617/1, 1617/2, 1620, 1622, 1623, 1625, 1626/1, 1626/2 Neue Technik, Graz |
| ja    | Datei hochladen | Universitätsgebäude, ehem. Schule HERIS-ID: 51363 Objekt-ID: 57004                                 | Kronesgasse 5 Standort KG: Jakomini                                  | Das Gebäude der ehemaligen Kronesschule mit sezessionistischer Fassade stammt aus dem Jahr 1909 von Richard Kloss (Grazer Stadtbauamt). | BDA-Hist.: Q38044895 Status: § 2a Stand der BDA-Liste: 2025-06-30 Name: Universitätsgebäude, ehem. Schule GstNr.: 1522                                                                                     |
| ja    | Datei hochladen | Halle B der Grazer Messe, ehem. Volkskundgebungshalle HERIS-ID: 86379 Objekt-ID: 100671            | Messeplatz 1 Standort KG: Jakomini                                   | Die Veranstaltungshalle von 1939/40, nach Plänen von Karl Hoffmann und Friedrich Zotter errichtet, ist das größte Grazer Baurelikt der NS-Zeit. | BDA-Hist.: Q37715619 Status: Bescheid Stand der BDA-Liste: 2025-06-30 Name: Halle B der Grazer Messe, ehem. Volkskundgebungshalle GstNr.: 984/17 Halle B, Messe Graz                                       |
| ja    | Datei hochladen | Bürgerhaus HERIS-ID: 37099 Objekt-ID: 36170                                                        | Münzgrabenstraße 2 Standort KG: Jakomini                             | Das Bürgerhaus mit Rokokofassade und rechteckigem Steintor wurde etwa von 1775 bis 1778 errichtet, wobei der Baukern möglicherweise älter ist. | BDA-Hist.: Q37974016 Status: Bescheid Stand der BDA-Liste: 2025-06-30 Name: Bürgerhaus GstNr.: 306 |
| ja    | Datei hochladen | Kegelbahn HERIS-ID: 59261 Objekt-ID: 70366                                                         | Münzgrabenstraße 4 Standort KG: Jakomini                             | | BDA-Hist.: Q38086589 Status: Bescheid Stand der BDA-Liste: 2025-06-30 Name: Kegelbahn GstNr.: 308/2, 308/1                                                                                                 |
| ja    | Datei hochladen | Wohn- und Geschäftshaus HERIS-ID: 58374 Objekt-ID: 69015                                           | Münzgrabenstraße 5 Standort KG: Jakomini                             | Das Wohn- und Geschäftshaus mit Biedermeier-Fassade und rechteckigem Steintor wurde in der Zeit um 1830 bis 1835 erbaut. | BDA-Hist.: Q38082823 Status: Bescheid Stand der BDA-Liste: 2025-06-30 Name: Wohn- und Geschäftshaus GstNr.: 1528                                                                                           |
| ja    | Datei hochladen | Bürgerhaus HERIS-ID: 37100 Objekt-ID: 36171                                                        | Münzgrabenstraße 7 Standort KG: Jakomini                             | Das Bürgerhaus mit Rokokofassade stammt aus dem Jahr 1774. Bemerkenswert ist das Korbbogen-Steinportal mit Volutensprenggiebel, Ziervasen und einem Mariahilf-Gnadenbild aus Sandstein. | BDA-Hist.: Q37974027 Status: Bescheid Stand der BDA-Liste: 2025-06-30 Name: Bürgerhaus GstNr.: 1527/1 |
| ja    | Datei hochladen | Bürgerhaus HERIS-ID: 58519 Objekt-ID: 69229                                                        | Münzgrabenstraße 8 Standort KG: Jakomini                             | Das im Kern möglicherweise ins 16. Jahrhundert zurückgehende Bürgerhaus wurde im frühen 19. Jahrhundert umgebaut und erhielt dabei ein rechteckiges Steintor. | BDA-Hist.: Q38083815 Status: Bescheid Stand der BDA-Liste: 2025-06-30 Name: Bürgerhaus GstNr.: 309 |
| BW    | Datei hochladen | Eiskeller HERIS-ID: 93133 Objekt-ID: 108137                                                        | Münzgrabenstraße 8, bei Standort KG: Jakomini                        | Anmerkung: auch an der Schießstattgasse hinter dem Durchhaus | BDA-Hist.: Q37761397 Status: Bescheid Stand der BDA-Liste: 2025-06-30 Name: Eiskeller GstNr.: 310/4 |
| ja    | Datei hochladen | Fassaden-Keramikrelief HERIS-ID: 97520 Objekt-ID: 113326                                           | Münzgrabenstraße 44 Standort KG: Jakomini                            | Das Fassadenrelief ist mit A. Kirchner 1966 bezeichnet. | BDA-Hist.: Q37769998 Status: § 2a Stand der BDA-Liste: 2025-06-30 Name: Fassaden-Keramikrelief GstNr.: 2611                                                                                                |
| ja    | Datei hochladen | Dominikanerkloster HERIS-ID: 51380 Objekt-ID: 57022                                                | Münzgrabenstraße 59, 61 Standort KG: Jakomini                        | Das Dominikanerkloster schließt nördlich und östlich an die Münzgrabenkirche an. Der dreigeschoßige Altbau umschließt mit vier Flügeln einen quadratischen Innenhof. Er wurde in den Jahren 1673 bis 1682 errichtet. | BDA-Hist.: Q38044952 Status: § 2a Stand der BDA-Liste: 2025-06-30 Name: Dominikanerkloster GstNr.: 1741/1, 1744/8                                                                                          |
| ja    | Datei hochladen | Kath. Pfarrkirche Unbeflecktes Herz Mariens, Fatima-Kirche HERIS-ID: 51379 Objekt-ID: 57021        | bei Münzgrabenstraße 61 Standort KG: Jakomini                        | Die Kirche wurde 1950–1953 von Georg Lippert erbaut und ersetzte die im Zweiten Weltkrieg zerstörte Kirche des Dominikanerklosters. Es handelt sich um einen Saalbau mit abgesetzten Turm in historisierenden Formen. An die Kirche ist seitlich das kreisrunde Rosarium angebaut, wo von einer zentralen Fatimakapelle eine Kolonnade mit schlanken Säulen ausgeht. | BDA-Hist.: Q1959240 Status: § 2a Stand der BDA-Liste: 2025-06-30 Name: Kath. Pfarrkirche Unbeflecktes Herz Mariens, Fatima-Kirche GstNr.: 1744/2 Münzgrabenkirche, Graz                                    |
| ja    | Datei hochladen | Sog. Althaller- oder Moserhofschlössl HERIS-ID: 37101 Objekt-ID: 36172                             | Münzgrabenstraße 94 Standort KG: Jakomini                            | Das Schlössl auf einer abfallenden Murterrasse entstand 1580 durch Umbau eines schon im 14. Jahrhundert erwähnten Hofes. Es ist ein zweigeschoßiger Baublock, der im Äußeren seinen Spätrenaissance-Charakter erhalten hat. Die Fassaden sind glatt, an zwei Ecken befinden sich türmchenartige Vorsprünge, auch oberhalb der Schauseite ragt ein kleiner Turm mit Walmdach auf. Das Rundbogenportal mit skulptierter Kartusche wird von einem Doppelwappen bekrönt. | BDA-Hist.: Q1949113 Status: Bescheid Stand der BDA-Liste: 2025-06-30 Name: Sog. Althaller- oder Moserhofschlössl GstNr.: 1012 Moserhof-Schlössl                                                            |
| ja    | Datei hochladen | Modeschule Graz HERIS-ID: 46155 Objekt-ID: 47847seit 2012                                          | Ortweinplatz 1 Standort KG: Jakomini                                 | Das Gebäude mit Fassaden im Werkbundstil wurde 1925/26 von Adolf von Inffeld an Stelle eines älteren Vorgängerbaus errichtet. Es wird nunmehr von der Pädagogischen Hochschule Steiermark mitbenutzt. | BDA-Hist.: Q38019560 Status: Bescheid Stand der BDA-Liste: 2025-06-30 Name: Modeschule Graz GstNr.: 1382/1, 1382/2, 1382/3, 1382/4, 1382/5, 1382/6, 1399/3 Modeschule Graz                                 |
| ja    | Datei hochladen | Kindergarten, ehem. Städtisches Kinderasyl HERIS-ID: 103721 Objekt-ID: 120254                      | Pestalozzistraße 59 Standort KG: Jakomini                            | Das Gebäude wurde 1905/06 erbaut und ist in altdeutschen Stilformen gehalten. Es ist symmetrisch um einen Mitteltrakt angelegt, in dem das Stiegenhaus verläuft und der von einem geschwungenen Giebel bekrönt wird. In der Supraporte über dem Eingangsportal ist ein geflügelter Genius zu sehen. | BDA-Hist.: Q37798329 Status: § 2a Stand der BDA-Liste: 2025-06-30 Name: Kindergarten, ehem. Städtisches Kinderasyl GstNr.: 562/2                                                                           |
| ja    | Datei hochladen | Pestalozzihof HERIS-ID: 46332 Objekt-ID: 48198                                                     | Pestalozzistraße 60 Standort KG: Jakomini                            | Der Pestalozzihof mit reicher Jugendstilfassade ist mit 1904 datiert und wurde von Josef Tremmel erbaut. | BDA-Hist.: Q38020628 Status: Bescheid Stand der BDA-Liste: 2025-06-30 Name: Pestalozzihof GstNr.: 558/2 Pestalozzihof                                                                                      |
| ja    | Datei hochladen | Wohn- und Geschäftshaus HERIS-ID: 46407 Objekt-ID: 48396                                           | Pestalozzistraße 63 Standort KG: Jakomini                            | Das Haus mit secessionistischen Stilformen wurde 1904 erbaut. | BDA-Hist.: Q38021239 Status: Bescheid Stand der BDA-Liste: 2025-06-30 Name: Wohn- und Geschäftshaus GstNr.: 680/1                                                                                          |
| ja    | Datei hochladen | Miethaus HERIS-ID: 58522 Objekt-ID: 69232                                                          | Pestalozzistraße 64 Standort KG: Jakomini                            | Das Miethaus mit bemerkenswerter Jugendstilfassade wurde im Jahr 1904 von Josef Tremmel erbaut. | BDA-Hist.: Q38083843 Status: Bescheid Stand der BDA-Liste: 2025-06-30 Name: Miethaus GstNr.: 777/1 Pestalozzistraße 64, Graz                                                                               |
| ja    | Datei hochladen | Gasthaus (Gasthaus „Lückler“) HERIS-ID: 45537 Objekt-ID: 46905                                     | Petersgasse 46 Standort KG: Jakomini                                 | | BDA-Hist.: Q38016637 Status: Bescheid Stand der BDA-Liste: 2025-06-30 Name: Gasthaus (Gasthaus "Lückler") GstNr.: 1817/1                                                                                   |
| ja    | Datei hochladen | Murzaun HERIS-ID: 110384 Objekt-ID: 128084                                                         | Roseggerkai Standort KG: Jakomini                                    | | BDA-Hist.: Q37818642 Status: § 2a Stand der BDA-Liste: 2025-06-30 Name: Murzaun GstNr.: 55/2, 56/2, 59/12                                                                                                  |
| ja    | Datei hochladen | Augartenbad, Eingangsgebäude HERIS-ID: 110383 Objekt-ID: 128083                                    | Schönaugürtel 1 Standort KG: Jakomini                                | | BDA-Hist.: Q37818623 Status: § 2a Stand der BDA-Liste: 2025-06-30 Name: Augartenbad, Eingangsgebäude GstNr.: 825, 58/3                                                                                     |
| ja    | Datei hochladen | Pfarrhof der Stadtpfarrkirche hl. Josef HERIS-ID: 75941 Objekt-ID: 89470                           | Schönaugürtel 41 Standort KG: Jakomini                               | | BDA-Hist.: Q38141577 Status: § 2a Stand der BDA-Liste: 2025-06-30 Name: Pfarrhof der Stadtpfarrkirche hl. Josef GstNr.: 674/1, 674/2, 674/3                                                                |
| ja    | Datei hochladen | Stadtpfarrkirche hl. Josef mit Kirchhof HERIS-ID: 51376 Objekt-ID: 57018                           | bei Schönaugürtel 41 Standort KG: Jakomini                           | Die noch ganz dem Historismus verpflichtete, im Stil der Neorenaissance gestaltete Kirche stammt aus den Jahren 1903–1908 von Hans Pascher. | BDA-Hist.: Q1167589 Status: § 2a Stand der BDA-Liste: 2025-06-30 Name: Stadtpfarrkirche hl. Josef mit Kirchhof GstNr.: 675, 674/4 Josefskirche, Graz                                                       |
| ja    | Datei hochladen | Miethaus HERIS-ID: 46210 Objekt-ID: 47931                                                          | Steyrergasse 152 Standort KG: Jakomini                               | Das Miethaus mit der Fassade im „Floralen Jugendstil“ wurde im Jahr 1904 von Josef Tremmel erbaut. | BDA-Hist.: Q38019855 Status: Bescheid Stand der BDA-Liste: 2025-06-30 Name: Miethaus GstNr.: 558/3 Steyrergasse 152                                                                                        |
| ja    | Datei hochladen | Institut für Wasserbau und Wasserwirtschaft der TU Graz HERIS-ID: 107407 Objekt-ID: 124727         | Stremayrgasse 10 Standort KG: Jakomini                               | Das Wasserbaulaboratorium wurde im Rahmen der Erweiterung der Technischen Universität 1959–1964 von Karl Raimund Lorenz erbaut. Es ist in den Formen eines Industriebaus gehalten. | BDA-Hist.: Q37809945 Status: Bescheid Stand der BDA-Liste: 2025-06-30 Name: Institut für Wasserbau und Wasserwirtschaft der TU Graz GstNr.: 1659/1                                                         |
| ja    | Datei hochladen | Ehem. Chemieinstitut TU-Graz (Institut für Chemische Technologie) HERIS-ID: 51385 Objekt-ID: 57027 | Stremayrgasse 16 Standort KG: Jakomini                               | Das ehemalige Chemische Institut wurde im Rahmen der Erweiterung der Technischen Universität 1952–1960 von Karl Raimund Lorenz erbaut. Es liegt hinter einer monumentalen Freitreppe, an die ein vorgelagerter Hörsaal angebaut ist. | BDA-Hist.: Q38044963 Status: Bescheid Stand der BDA-Liste: 2025-06-30 Name: Chemieinstitut TU-Graz/Institut für Chemische Technologie GstNr.: 1659/1 Ehemaliges Chemieinstitut, TU Graz                    |
| ja    | Datei hochladen | Miethaus und evang.-methodistische Kirche HERIS-ID: 105975 Objekt-ID: 123065                       | Wielandgasse 10 Standort KG: Jakomini                                | Das Miethaus in Neorenaissance-Formen wurde 1868 errichtet. Die Seitenrisalite werden durch Kolossalpilaster eingerahmt, zwischen dem Sockelgeschoß mit Quadersteinen und den Obergeschoßen befindet sich ein Konsolengesims, das in die Parapetfelder der Fenster übergeht. Die methodistische Kirche befindet sich in einem 1922 errichteten Saal im Hof, seit einem Umbau führt ein gläserner Eingang direkt dorthin. | BDA-Hist.: Q37806695 Status: § 2a Stand der BDA-Liste: 2025-06-30 Name: Miethaus und evang.-methodistische Kirche GstNr.: 111, 112/2                                                                       |
| ja    | Datei hochladen | Neuholdauschlössl HERIS-ID: 103812seit 2023                                                        | Wielandgasse 56 Standort KG: Jakomini                                | Der Bau geht auf ein 1674 erbautes Schlösschen zurück, wurde aber 1815 neu gebaut und wiederum 1888 neu fassadiert. Zum Hof hin befindet sich ein Steintor mit Korbbogen. Bemerkenswert ist das klassizistische Stiegenhaus mit Platzlgewölbe und Stukkatur. | BDA-Hist.: Q119231438 Status: Bescheid Stand der BDA-Liste: 2025-06-30 Name: Neuholdauschlössl GstNr.: 85/1                                                                                                |

## Ehemalige Denkmäler
| Foto |                 | Denkmal                                               | Standort                                   | Beschreibung                           | Metadaten                                                                                     |
| ---- | --------------- | ----------------------------------------------------- | ------------------------------------------ | -------------------------------------- | --------------------------------------------------------------------------------------------- |
| ja   | Datei hochladen | Werbetafel HERIS-ID: 110386 Objekt-ID: 128086bis 2018 | Josef-Pongratz-Platz Standort KG: Jakomini | Eiserne Werbetafel in Jugendstilformen | BDA-Hist.: Q37818660 Status: § 2a Stand der BDA-Liste: 2018-01-22 Name: Werbetafel GstNr.: 52 |